# Europe Badminton Circuit Final
De Europe Badminton Circuit Final (kortweg: BE Circuit Final) is het afsluitend toernooi van een BE Circuit seizoen.
Het toernooi werd voor het eerst gespeeld na het seizoen 1989/90. Ook de twee daaropvolgende seizoenen werden de finals gespeeld, daarna werd er echter weer teruggegaan naar het systeem waarbij de winnaar bepaald werd door de ranking aan het einde van het seizoen. Het project om een afsluitend toernooi te organiseren is niet gelukt, omdat er geen steden waren die het prijzengeld konden betalen en daardoor waren er dus geen steden die de finals konden organiseren. In de seizoenen 2007/08. 2008/09 en 2009/10 keerde het toernooi weer terug als afsluiting van het BE Circuit.
Het toernooi werd meestal in mei gespeeld vlak nadat het laatste toernooi van het betreffende seizoen gespeeld was. De deelnemers van de Circuit Finals werden verkozen op basis van de eerste ranking uitgegeven nadat het laatste toernooi gespeeld werd.

## Jaargangen
Hieronder bevindt zich een overzicht van alle georganiseerde Europe Badminton Circuit Finals en de steden die deze kampioenschappen hebben georganiseerd.
| Jaar    | Editie | Organiserende stad  | Land      |
| ------- | ------ | ------------------- | --------- |
| 1989/90 | I      | Mülheim an der Ruhr | Duitsland |
| 1990/91 | II     | Cottbus             | Duitsland |
| 1991/92 | III    | Oberhausen          | Duitsland |
| 2007/08 | IV     | Assen               | Nederland |
| 2008/09 | V      | Assen               | Nederland |
| 2009/10 | VI     | Assen               | Nederland |

## Winnaars
Een overzicht van de winnaars in de verschillende klassen.
| Jaar            | Mannen enkel           | Vrouwen enkel     | Mannen dubbel                            | Vrouwen dubbel                       | Gemengd dubbel                       |
| --------------- | ---------------------- | ----------------- | ---------------------------------------- | ------------------------------------ | ------------------------------------ |
| Oberhausen 1990 | Thomas Stuer-Lauridsen | Elena Rybkina     | niet gespeeld                            | niet gespeeld                        | niet gespeeld                        |
| Oberhausen 1991 | Andrei Antropov        | Elena Rybkina     | niet gespeeld                            | niet gespeeld                        | niet gespeeld                        |
| Oberhausen 1992 | Anders Nielsen         | Elena Rybkina     | niet gespeeld                            | niet gespeeld                        | niet gespeeld                        |
| Assen 2008      | Marc Zwiebler          | Juliane Schenk    | Kristof Hopp Ingo Kindervater            | Ekaterina Ananina Anastasia Russkikh | Alexander Nikolaenko Nina Vislova    |
| Assen 2009      | Rajiv Ouseph           | Rachel van Cutsen | Jürgen Koch Peter Zauner                 | Emilie Lennartsson Emma Wengberg     | Vitaly Durkin Nina Vislova           |
| Assen 2010      | Rune Ulsing            | Ella Diehl        | Mads Conrad-Petersen Mads Pieler Kolding | Maria Helsbøl Anne Skelbæk           | Robin Middleton Mariana Agathangelou |

Oberhausen 1990 · 
Oberhausen 1991 · 
Oberhausen 1992 · 
Assen 2008 · 
Assen 2009 · 
Assen 2010